# Afternoon, a story
Afternoon, a story es una obra de literatura electrónica escrita en 1987 por el escritor estadounidense Michael Joyce. Fue publicada por la compañía Eastgate Systems en 1990 y está considerada como la primera obra de narrativa hipertextual.

## Publicación
Afternoon fue ofrecida originalmente como demostración del programa de creación de hipertextos Storyspace, originalmente anunciado en 1987 en la primera Conferencia sobre hipertexto de la Asociación de Maquinaria Informática, en una conferencia pronunciada por el autor, Michael Joyce y Jay David Bolter. En 1990, fue publicada en disquete y distribuida como libro por Eastgate Systems. Le siguieron otras obras de ficción hipertextual, entre las que se encontraban Victory Garden, de Stuart moulthrop; Patchwork Girl, de Shelley Jackson o Marble Springs, de Deena Larsen.

## Argumento y estructura
La novela narra la historia de Peter, un hombre recientemente divorciado, que ha visto un accidente de coche y que piensa que su hijo puede estar herido o muerto a causa del choque. La historia se presenta dividida en fragmentos de texto de extensión variable (que algunos críticos llaman "lexías", por los que el lector navega mediante hiperenlaces. Todas y cada una de las palabras del texto son enlaces, aunque el lector no sabe de antemano qué página visitará pinchando en cada palabra. De hecho, muchas de ellas, en especial las palabras vacías de significado (artículos, preposiciones, etc.) llevan a una única página, cuyo texto dice: I want to say I may have seen my son die this morning ("Quiero decir que puede que haya visto morir a mi hijo esta mañana"). De esta forma, la lectura del texto no es lineal, sino que, a partir de un comienzo único, el lector debe navegar a través del texto, sin saber nunca si ha llegado al final, es decir, si ha leído todas las páginas.

## Crítica
Esta obra es una de las más analizadas y discutidas de la ciberliteratura, y se han escrito diversos artículos sobre ella. Espen J. Aarseth dedica un capítulo de su libro Cybertext a Afternoon, considerándolo un ejemplo clásico de literatura modernista. Es más frecuente, sin embargo, verla clasificada como posmoderna, lo que se evidencia, por ejemplo, en su inclusión en la Norton Anthology of Postmodern American Fiction. El artículo de Gunnar Liestøl titulado "The Reader's Narrative in Hypertext" ("La narrativa del lector en el hipertexto"), en la monografía Hyper/Text/Theory, coordinada por George Landow utiliza las teorías de la narratología para analizar Afternoon, al igual Jill Walker en "Piecing Together and Tearing Apart: Finding the Story in Afternoon" ("Uniendo piezas y rompiendo en pedazos: encontrando la historia de Afternoon") o la investigación de Anna Gunders